# Mostacillastrum orbignyanum
Mostacillastrum orbignyanum là một loài thực vật có hoa trong họ Cải. Loài này được (E. Fourn.) Al-Shehbaz mô tả khoa học đầu tiên năm 2006.